# غويلرمو أوين
غويلرمو أوين (بالإسبانية: Guillermo Owen)‏ هو رياضياتي كولومبي، ولد في 1938 في بوغوتا في كولومبيا.